# Youssef Ibrahim Sarraf
Youssef Ibrahim Sarraf (Cairo, Egito, 5 de outubro de 1940 - 31 de dezembro de 2009) foi bispo do Cairo da Igreja Católica Caldéia.
Youssef Ibrahim Sarraf frequentou a escola jesuíta no Cairo e depois entrou no seminário em Maadi, perto do Cairo. Em seguida, estudou filosofia e teologia na Pontifícia Universidade Urbaniana de Roma. Foi ordenado sacerdote em 19 de dezembro de 1964 da Igreja Caldéia, que está unida à Igreja Católica Romana. Em seguida, estudou direito canônico na Pontifícia Universidade Lateranense. Youssef Ibrahim Sarraf foi secretário do Concílio Vaticano II.
Em 1984 foi nomeado Bispo da Eparquia Caldéia do Cairo pelo Papa João Paulo II. Foi ordenado bispo em 13 de maio de 1984 pelo Patriarca da Babilônia dos Caldeus, Paul Cheikho; Os co-consagradores foram Raphael I. Bidawid, Bispo de Beirute, e Georges F. Garmou, Arcebispo de Mosul.
Foi Vice-Presidente da Comissão de Relações Públicas do Sínodo dos Bispos de África em 2009.